# Musius rubricollis
Musius rubricollis là một loài bọ cánh cứng trong họ Cerambycidae.